# دایان (فیلم ۱۹۵۶)
دایان (انگلیسی: Diane) یک فیلم در ژانر درام تاریخی به کارگردانی دیوید میلر محصول سال ۱۹۵۶ کشور ایالات متحده آمریکا است.

## بازیگران
- لانا ترنر در نقش Diane de Poitiers
- پدرو آرمنداریز در نقش فرانسوای اول
- راجر مور در نقش پرنس هنری (بعداً آنری دوم)
- ماریسا پاوان در نقش کاترین مدیچی
- سدریک هاردویک در نقش Ruggieri
- تورین تاچر در نقش Count de Brézé
- تائینا الگ در نقش Alys
- جان لاپتون در نقش Regnault
- هنری دانیل در نقش Gondi
- Ronald Green در نقش فرانسوای دوم
- شان مک‌کلوری در نقش Count Montgomery
- Geoffrey Toone در نقش Duke of Savoy
- مایکل آنسارا در نقش Count Ridolfi
- ملویل کوپر در نقش Court Physician
- جیمی فار در نقش count Ridolfi's squire
- پل پربوآ